# 三溴合铅酸甲铵
三溴合铅酸甲铵是一种具有钙钛矿结构的化合物，化学式为CH3NH3PbBr3，可简写为MAPbBr3。它可由溴化铅和溴化甲铵在二甲基甲酰胺中反应制得。它可用于制造有机发光二极管。